# Félix Grimonprez
Félix Grimonprez est un joueur français de hockey sur gazon né le 30 juin 1910 à Lille et mort au front le 26 mai 1940, dans la défense de Calais.

## Biographie
D'une famille d'industriels roubaisiens, il se lance dans le sport.
Il évolue au Lille Hockey Club, avec lequel il est Champion de France masculin sur gazon en 1927, 1928, et 1936.
52 fois international à compter du 24 mars 1928, il reste l'un des meilleurs hockeyeurs que la France ait connu.
Il participe aux Jeux olympiques de 1928 (champion de France auparavant la même année), et a terminé 4e huit années plus tard à ceux de 1936 (également champion de France la même année).
Le stade Grimonprez-Jooris de Lille portait son nom.

## Source
- Bernard Le Roy, Dictionnaire encyclopédique des sports, des sportifs et des performances, Paris, Denoël, 1973, p. 515.